# Desmopachria laevis
Desmopachria laevis är en skalbaggsart som beskrevs av Sharp 1882. Desmopachria laevis ingår i släktet Desmopachria och familjen dykare. Inga underarter finns listade i Catalogue of Life.